# Temiskaming Shores
Pour les articles homonymes, voir Shores et Timiskaming (homonymie).
Temiskaming Shores est une ville située dans le district de Timiskaming au Nord-Est de l'Ontario, Canada. Elle regroupe maintenant les villes de New Liskeard, de Haileybury, et du Township of Dymond, fusionnées depuis 2004. La ville de Temiskaming Shores est située à moins de 30 km de la frontière québécoise.
Le recensement de 2006 y dénombre 10 732 habitants. Haileybury est la ville où siège le district de Timiskaming.
Cette ville était le siège du diocèse de Haileybury, aujourd'hui appelé diocèse de Timmins.

## Langue
La langue maternelle selon le recensement de 2006 est :
| # | Langue maternelle   | Locuteurs | %       |
| - | ------------------- | --------- | ------- |
| 1 | Anglais seulement   | 6 940     | 65,8 %  |
| 2 | Français seulement  | 3 160     | 30,0 %  |
| 3 | Anglais et Français | 135       | 1,3 %   |
| 4 | Autre(s) langue(s)  | 305       | 2,9 %   |
| - | Population totale   | 10 540    | 100,0 % |

## Démographie
| 2001   | 2006   | 2011   | 2016  |
| ------ | ------ | ------ | ----- |
| 10 630 | 10 732 | 10 400 | 9 920 |

## Tourisme
La municipalité fait partie d'un circuit touristique inspiré de l'oeuvre de la romancière Jocelyne Saucier,.

## Sport
Dans l'univers de Harry Potter, la ville accueille l'équipe de quidditch des Marteaux de Haileybury.

## Galerie
|  |  |